# 陶拉
陶拉（德語：Taura）是德国萨克森州的市镇，隶属于中萨克森县。总面积为11.11平方千米，截至2023年12月31日总人口为2,352人。